# دانیل دسی درو
دانیل دسی درو یا دانیل دسیدریو (به ایتالیایی: Daniele Desiderio) متولد ۶ ژانویه ۱۹۷۹ در کاتانیا ایتالیا والیبالیست اهل ایتالیا است.
دانیل سابقه بازی در باشگاه‌های پارما، ناپولی و رجینا را دارد و مدتی هم در لیگ برتر والیبال ژاپن حضور داشت و دو سال هم در شهرداری تبریز توپ زد.